# Riddick Bowe
Riddick Lamont Bowe (Nova Iorque, 10 de agosto de 1967) é um ex-pugilista profissional norte-americano. Ele foi duas vezes campeão mundial dos pesos-pesados, sendo que na primeira vez, em 1992, foi campeão pela Associação Mundial de Boxe, Conselho Mundial de Boxe e Federação Internacional de Boxe, enquanto na segunda vez obteve o título somente pela Organização Mundial de Boxe. Bowe se aposentou em 1996, mas retornou ao boxe em 2004, tendo se retirado do esporte definitivamente em 2008.